# Ammophila bonaespei
Ammophila bonaespei är en biart som beskrevs av Amédée Louis Michel Lepeletier 1845. Ammophila bonaespei ingår i släktet Ammophila och familjen grävsteklar. Inga underarter finns listade i Catalogue of Life.